# Cinque Terre
Cinque Terre (tal. za "Pet zemalja") je naziv za pet naselja u ligurskom priobalju Italije: Monterosso al Mare, Vernazza, Corniglia, Manarola i Riomaggiore. Jedno je od najslikovitijih i najpoznatijih mediteranskih priobalnih područja poznato po svojoj ljepoti i vrlo popularna turistička destinacija. Obala, pet sela i okolna brda su dio Nacionalnog parka Cinque Terre (Parco Nazionale delle Cinque Terre) koji je od 1997. god. UNESCO-ova svjetska baština.

## Povijest i odlike
Pet sela Cinque Terre su nastala u kasnom srednjem vijeku, uglavnom u 12. stoljeću kada su okončane saracenske racije s mora. 
Počevši od sjevera, prvo je utvrđeno središte Monterossa al Mare, na vrhu brda sv. Kristofora, koji je prvi odigrao važnu ulogu u 7. stoljeću, tijekom provale Langobarda. Nakon što su ga prisvajale različite plemićke obitelji u srednjem vijeku, dospio je u vlasništvo Republike Genove. To je primorski gradić u dolini, a njegove najveće znamenitosti su Crkva svetog Ivana (1244.) sa zvonikom i izvorno izoliranom stražarnicom, ruševine starog dvorca iz 17. stoljeća i kapucinski samostan koji dominira gradom.
Vernazza su 1000. godine osnovali ljudi koji žive na brdu Reggio i ona je postala dio Republike Genove 1276. god. Kuće su građene uz potok Vernazzu i po obroncima stjenovite kosine koja skriva selo od onih koji mu se približavaju morem. Uske ulice idu dolje prema glavnoj ulici koja se otvara u malom trgu koja gleda na more. Ovdje je Crkva sv. Margarete Antiohijske koja je tipičan primjer ligurske gotike. 
Corniglia je samo jedno od sela koje nije sagrađeno na obali nego na visokom rtu. Njome dominira Crkva sv. Petra (1334). 
Dalje na jugu se nalazi Manarola, malo naselje koje su u 12. stoljeću osnovali ljudi iz planinskog sela Volastra. Njegove kuće su bile dijelom na stjenovitoj kosini iznad mora, a dijelom uz tok potoka Grappa. U njemu se nalazi skupina vjerskih objekata, svi iz 14. stoljeća.
Najjužnije selo je Riomaggiore, još jedno srednjovjekovno naselje. Njegove kuće prate usku liniju doline potoka Maggiore (također danas prekrivenu). Selom dominira Crkva sv. Ivana Krstitelja (1340.) i dvorac čija je gradnja otpočela 1260. god.
Tijekom stoljeća ljudi su pažljivo gradili terase na grbavom i strmom krajoliku, sve do hridi s pogledom na more. Dio njegove čari je izostanak vidljivog "modernog" razvoja. Staze, vlakovi i brodovi povezuju sela kojima se ne može prići izvana automobilima. 
God. 1998., talijansko ministarstvo za okoliš je proglasilo zaštitu prirodnog morskog područja Cinque Terre u cilju zaštite prirodnog okoliša i promicanja društveno-ekonomskog razvoj u skladu s prirodnim krajolikom. Sljedeće godine,  je uspostavljen za očuvanje ekološke ravnoteže, zaštitu krajolika, i očuvanje antropološke vrijednosti lokacije.

## Galerija
- Monterosso al Mare
- Vernazza
- Corniglia
- Manarola
- Riomaggiore

## Vanjske poveznice
- Video Cinque Terre
- Službena stranica  Arhivirana inačica izvorne stranice od 3. lipnja 2011. (Wayback Machine)
- Nacionalni park Cinque Terre